# めっちゃ (お笑い芸人)
 めっちゃ （1988年11月11日 - ）は、日本のお笑い芸人。2019年2月までの芸名はめっちゃ細田（めっちゃほそだ）。吉本興業東京本部所属。元大相撲力士であり、大相撲時代は安大ノ浪（あおのなみ）の四股名で安治川部屋（現・伊勢ヶ濱部屋）に所属していた。

## 経歴・人物
尼崎市立小園中学校時代は陸上選手であり、相撲経験はなかったが、父の勧めで2004年3月に安治川部屋に入門。当時は身長171cm、体重69kgで当時の新弟子検査の体格基準を満たしていなかったため、第二新弟子検査を経て合格。当時の新弟子の中では最軽量だったという。しかし体重増に苦しみ、腰椎分離症を発症したこともあり2006年11月場所後に引退した。最高位は東序二段94枚目（2005年1月場所）。
故郷の尼崎に戻り、アルバイトを経て2008年4月、吉本総合芸能学院（NSC）大阪校に31期生として入学。卒業時はピン芸人だったが、2010年に大相撲マニアの中村圭之介と「小褄取り」（後に「こずまとり」に改名）を結成した。「小褄取り」としては2011年に第32回今宮子供えびすマンザイ新人コンクール奨励賞・福娘大賞を受賞した。
2017年6月に東京吉本に移籍し、コンビ名を「オオイチョウ」に改名したが、2018年5月に中村が芸人を引退したため、コンビは解散。以後はピン芸人として活動している。
2019年2月、高橋茂雄（サバンナ）の勧めにより芸名を現在のものに改名した。
2023年のキングオブコントでユニット連合稽古として準決勝進出。

## 芸風
主に「安美錦の寝起き」などの「相撲あるあるものまね」を得意とする。
また、NHK大相撲中継を担当する藤井康生、刈屋富士雄、吉田賢などのものまねも得意としている。

## エピソード
力士時代に安治川部屋で行われたかくし芸大会で、後援会長のものまねを披露し優勝したことがある。これをきっかけに人を喜ばすことに目覚め、引退後に芸人を目指すこととなったという
コンビ時代は相方がスーツ姿だったのに対し、めっちゃは裸に黒廻しの姿で舞台に立っていた。
2020年7月21日、西田淳裕（キンボシ）と共に武蔵小山商店街を歩いていたところ、レンタルビデオ店で万引きを行い逃走する男に遭遇。めっちゃは正面から体当たりしてブロックした後、西田とともに犯人の男を取り押さえ、犯人を2人がかりで駆け付けた警察官に引き渡し、犯人は現行犯逮捕となった。

## 出演
- クイズ!紳助くん（ABCテレビ） - 「なにわ突撃隊」メンバー
  - 熱血!なにわ突撃隊スペシャル（2011年9月12日、ABCテレビ） - 同上[7]
- コサキン・天海の超発掘!ものまねバラエティー マネもの（フジテレビ）
  - 第5回（2019年6月27日）
  - 第6回（2020年6月24日）
- 五つ星ツーリスト ～最高の旅、ご案内します！！（読売テレビ）（2015年）-めっちゃ細田名義
- サンクチュアリ -聖域-（Netflix）（2023年5月4日配信開始）-高橋役
- デカ盛りハンター（テレビ東京）（2023年8月27日配信）-めっちゃ名義
- 笑いと水の祭典！THE水王（TBSテレビ）（2023年8月28日配信）-めっちゃ名義

## 大相撲時代の成績
| | 一月場所 初場所（東京）   | 三月場所 春場所（大阪） | 五月場所 夏場所（東京） | 七月場所 名古屋場所（愛知） | 九月場所 秋場所（東京） | 十一月場所 九州場所（福岡） |
| --- | ------------------------- | ----------------------- | ----------------------- | --------------------------- | ----------------------- | --------------------------- |
| 2004年 （平成16年） | x                         | （前相撲）              | 西序ノ口41枚目 4–3      | 西序ノ口2枚目 1–6           | 東序ノ口28枚目 2–5      | 西序ノ口26枚目 5–2          |
| 2005年 （平成17年） | 東序二段94枚目 1–6        | 東序ノ口5枚目 0–7       | 西序ノ口45枚目 5–2      | 西序二段119枚目 1–6         | 東序ノ口17枚目 2–5      | 東序ノ口22枚目 5–2          |
| 2006年 （平成18年） | 東序二段100枚目 2–5       | 東序ノ口6枚目 2–5       | 西序二段132枚目 4–3     | 東序二段99枚目 1–4–2        | 東序ノ口8枚目 4–3       | 東序二段104枚目 休場 0–0–7  |
| 2007年 （平成19年） | 東序ノ口28枚目 引退 0–0–7 | x                       | x                       | x                           | x                       | x                           |
| 各欄の数字は、「勝ち-負け-休場」を示す。 優勝 引退 休場 十両 幕下 三賞：敢=敢闘賞、殊=殊勲賞、技=技能賞 その他：★=金星 番付階級：幕内 - 十両 - 幕下 - 三段目 - 序二段 - 序ノ口 幕内序列：横綱 - 大関 - 関脇 - 小結 - 前頭（「#数字」は各位内の序列） |                           |                         |                         |                             |                         |                             |

### 改名歴
- 細田 亮（ほそだ りょう）2004年3月場所
- 安大ノ浪 亮（あおのなみ りょう）2004年5月場所 - 2007年1月場所